# Arctic Race of Norway 2023
Arctic Race of Norway 2023 var den 10. udgave af det norske etapeløb Arctic Race of Norway. Cykelløbets fire etaper havde en samlet distance på 662,8 km, og blev kørt fra 17. august med start i Kautokeino Kommune til 20. august 2023 hvor der var mål ved Nordkapp Kommune. Løbet var en del af UCI ProSeries 2023.
Samlet vinder blev britiske Stephen Williams fra Israel-Premier Tech.

## Etaperne
| Etape    | Dato     | Start – Mål                 | type              | Afstand (km) | Elevation (m) | Etapevinder         | Førende rytter   |
| -------- | -------- | --------------------------- | ----------------- | ------------ | ------------- | ------------------- | ---------------- |
| 1. etape | 17. aug. | Kautokeino Kommune – Alta   | flad etape        | 171          | 1.377 m       | Alberto Dainese     | Alberto Dainese  |
| 2. etape | 18. aug. | Alta – Hammerfest           | flad etape        | 153,5        | 1.578 m       | Michele Gazzoli     | Noah Hobbs       |
| 3. etape | 19. aug. | Hammerfest – Havøysund      | middel bjergetape | 167          | 2.172 m       | Stephen Williams    | Stephen Williams |
| 4. etape | 20. aug. | Kvalsund – Nordkapp Kommune | middel bjergetape | 171,4        | 2.188 m       | Clément Champoussin | Stephen Williams |

### 1. etape
| Kautokeino Kommune - Alta | flad etape | (171 km) |

| \| Etaperesultat \| Etaperesultat \| Etaperesultat \| Etaperesultat \| Etaperesultat \| \| Rytter \| Rytter \| Hold \| Tid \| \| \| ------------- \| ---------------------- \| -------------------------------- \| ------------- \| ------------- \| \| 1. \| Alberto Dainese \| Team DSM-Firmenich \| 4t 06' 07" \| \| \| 2. \| Noah Hobbs \| Équipe continentale Groupama-FDJ \| + 0" \| \| \| 3. \| Clément Champoussin \| Arkéa-Samsic \| + 0" \| \| \| 4. \| Marc Brustenga \| Lidl-Trek \| + 0" \| \| \| 5. \| Antonio Angulo \| Burgos-BH \| + 0" \| \| \| 6. \| Kévin Ledanois \| Arkéa-Samsic \| + 0" \| \| \| 7. \| August Jensen \| Human Powered Health \| + 0" \| \| \| 8. \| Martin Bugge Urianstad \| Uno-X Pro Cycling Team \| + 0" \| \| \| 9. \| Marco Tizza \| Bingoal WB \| + 0" \| \| \| 10. \| Colin Joyce \| Human Powered Health \| + 0" \| \| |                        |                                  |            |
| |                        |                                  |            |
| Kilde: ProCyclingStats |                        |                                  |            |
| Etaperesultat |                        |                                  |            |
| Rytter | Rytter                 | Hold                             | Tid        |
| 1. | Alberto Dainese        | Team DSM-Firmenich               | 4t 06' 07" |
| 2. | Noah Hobbs             | Équipe continentale Groupama-FDJ | + 0"       |
| 3. | Clément Champoussin    | Arkéa-Samsic                     | + 0"       |
| 4. | Marc Brustenga         | Lidl-Trek                        | + 0"       |
| 5. | Antonio Angulo         | Burgos-BH                        | + 0"       |
| 6. | Kévin Ledanois         | Arkéa-Samsic                     | + 0"       |
| 7. | August Jensen          | Human Powered Health             | + 0"       |
| 8. | Martin Bugge Urianstad | Uno-X Pro Cycling Team           | + 0"       |
| 9. | Marco Tizza            | Bingoal WB                       | + 0"       |
| 10. | Colin Joyce            | Human Powered Health             | + 0"       |

| \| Samlede stilling \| Samlede stilling \| Samlede stilling \| Samlede stilling \| Samlede stilling \| \| Rytter \| Rytter \| Hold \| Tid \| \| \| ---------------- \| -------------------------- \| -------------------------------- \| ---------------- \| ---------------- \| \| 1. \| Alberto Dainese \| Team DSM-Firmenich \| 4t 05' 57" \| \| \| 2. \| Noah Hobbs \| Équipe continentale Groupama-FDJ \| + 4" \| \| \| 3. \| Lewis Bower \| Équipe continentale Groupama-FDJ \| + 4" \| \| \| 4. \| Clément Champoussin \| Arkéa-Samsic \| + 6" \| \| \| 5. \| Tobias Halland Johannessen \| Uno-X Pro Cycling Team \| + 7" \| \| \| 6. \| Stephen Williams \| Israel-Premier Tech \| + 8" \| \| \| 7. \| Cristian Scaroni \| Astana Qazaqstan Team \| + 9" \| \| \| 8. \| Marc Brustenga \| Lidl-Trek \| + 10" \| \| \| 9. \| Antonio Angulo \| Burgos-BH \| + 10" \| \| \| 10. \| Kévin Ledanois \| Arkéa-Samsic \| + 10" \| \| |                            |                                  |            |
| |                            |                                  |            |
| Kilde: ProCyclingStats |                            |                                  |            |
| Samlede stilling |                            |                                  |            |
| Rytter | Rytter                     | Hold                             | Tid        |
| 1. | Alberto Dainese            | Team DSM-Firmenich               | 4t 05' 57" |
| 2. | Noah Hobbs                 | Équipe continentale Groupama-FDJ | + 4"       |
| 3. | Lewis Bower                | Équipe continentale Groupama-FDJ | + 4"       |
| 4. | Clément Champoussin        | Arkéa-Samsic                     | + 6"       |
| 5. | Tobias Halland Johannessen | Uno-X Pro Cycling Team           | + 7"       |
| 6. | Stephen Williams           | Israel-Premier Tech              | + 8"       |
| 7. | Cristian Scaroni           | Astana Qazaqstan Team            | + 9"       |
| 8. | Marc Brustenga             | Lidl-Trek                        | + 10"      |
| 9. | Antonio Angulo             | Burgos-BH                        | + 10"      |
| 10. | Kévin Ledanois             | Arkéa-Samsic                     | + 10"      |

### 2. etape
| Alta - Hammerfest | flad etape | (153,5 km) |

| \| Etaperesultat \| Etaperesultat \| Etaperesultat \| Etaperesultat \| Etaperesultat \| \| Rytter \| Rytter \| Hold \| Tid \| \| \| ------------- \| -------------------------- \| -------------------------------- \| ------------- \| ------------- \| \| 1. \| Michele Gazzoli \| Astana Qazaqstan Team \| 3t 28' 35" \| \| \| 2. \| Cristian Scaroni \| Astana Qazaqstan Team \| + 0" \| \| \| 3. \| Jonathan Lastra \| Cofidis \| + 0" \| \| \| 4. \| Thibaud Gruel \| Équipe continentale Groupama-FDJ \| + 0" \| \| \| 5. \| Milan Fretin \| Team Flanders-Baloise \| + 0" \| \| \| 6. \| Kevin Vermaerke \| Team DSM-Firmenich \| + 0" \| \| \| 7. \| Elias Maris \| Team Flanders-Baloise \| + 0" \| \| \| 8. \| Tobias Halland Johannessen \| Uno-X Pro Cycling Team \| + 0" \| \| \| 9. \| Dylan Teuns \| Israel-Premier Tech \| + 0" \| \| \| 10. \| André Drege \| Team Coop-Repsol \| + 0" \| \| |                            |                                  |            |
| |                            |                                  |            |
| Kilde: ProCyclingStats |                            |                                  |            |
| Etaperesultat |                            |                                  |            |
| Rytter | Rytter                     | Hold                             | Tid        |
| 1. | Michele Gazzoli            | Astana Qazaqstan Team            | 3t 28' 35" |
| 2. | Cristian Scaroni           | Astana Qazaqstan Team            | + 0"       |
| 3. | Jonathan Lastra            | Cofidis                          | + 0"       |
| 4. | Thibaud Gruel              | Équipe continentale Groupama-FDJ | + 0"       |
| 5. | Milan Fretin               | Team Flanders-Baloise            | + 0"       |
| 6. | Kevin Vermaerke            | Team DSM-Firmenich               | + 0"       |
| 7. | Elias Maris                | Team Flanders-Baloise            | + 0"       |
| 8. | Tobias Halland Johannessen | Uno-X Pro Cycling Team           | + 0"       |
| 9. | Dylan Teuns                | Israel-Premier Tech              | + 0"       |
| 10. | André Drege                | Team Coop-Repsol                 | + 0"       |

| \| Samlede stilling \| Samlede stilling \| Samlede stilling \| Samlede stilling \| Samlede stilling \| \| Rytter \| Rytter \| Hold \| Tid \| \| \| ---------------- \| -------------------------- \| -------------------------------- \| ---------------- \| ---------------- \| \| 1. \| Noah Hobbs \| Équipe continentale Groupama-FDJ \| 7t 34' 31" \| \| \| 2. \| Alberto Dainese \| Team DSM-Firmenich \| + 1" \| \| \| 3. \| Michele Gazzoli \| Astana Qazaqstan Team \| + 1" \| \| \| 4. \| Lewis Bower \| Équipe continentale Groupama-FDJ \| + 3" \| \| \| 5. \| Cristian Scaroni \| Astana Qazaqstan Team \| + 4" \| \| \| 6. \| Jonathan Lastra \| Cofidis \| + 7" \| \| \| 7. \| André Drege \| Team Coop-Repsol \| + 8" \| \| \| 8. \| Tobias Halland Johannessen \| Uno-X Pro Cycling Team \| + 8" \| \| \| 9. \| Stephen Williams \| Israel-Premier Tech \| + 9" \| \| \| 10. \| Fergus Browning \| Trinity Racing \| + 9" \| \| |                            |                                  |            |
| |                            |                                  |            |
| Kilde: ProCyclingStats |                            |                                  |            |
| Samlede stilling |                            |                                  |            |
| Rytter | Rytter                     | Hold                             | Tid        |
| 1. | Noah Hobbs                 | Équipe continentale Groupama-FDJ | 7t 34' 31" |
| 2. | Alberto Dainese            | Team DSM-Firmenich               | + 1"       |
| 3. | Michele Gazzoli            | Astana Qazaqstan Team            | + 1"       |
| 4. | Lewis Bower                | Équipe continentale Groupama-FDJ | + 3"       |
| 5. | Cristian Scaroni           | Astana Qazaqstan Team            | + 4"       |
| 6. | Jonathan Lastra            | Cofidis                          | + 7"       |
| 7. | André Drege                | Team Coop-Repsol                 | + 8"       |
| 8. | Tobias Halland Johannessen | Uno-X Pro Cycling Team           | + 8"       |
| 9. | Stephen Williams           | Israel-Premier Tech              | + 9"       |
| 10. | Fergus Browning            | Trinity Racing                   | + 9"       |

### 3. etape
| Hammerfest - Havøysund | middel bjergetape | (167 km) |

| \| Etaperesultat \| Etaperesultat \| Etaperesultat \| Etaperesultat \| Etaperesultat \| \| Rytter \| Rytter \| Hold \| Tid \| \| \| ------------- \| -------------------------- \| ---------------------- \| ------------- \| ------------- \| \| 1. \| Stephen Williams \| Israel-Premier Tech \| 4t 02' 58" \| \| \| 2. \| Clément Champoussin \| Arkéa-Samsic \| + 0" \| \| \| 3. \| Cristian Scaroni \| Astana Qazaqstan Team \| + 0" \| \| \| 4. \| Tobias Halland Johannessen \| Uno-X Pro Cycling Team \| + 0" \| \| \| 5. \| Dylan Teuns \| Israel-Premier Tech \| + 0" \| \| \| 6. \| Roger Adrià \| Equipo Kern Pharma \| + 0" \| \| \| 7. \| Matthew Dinham \| Team DSM-Firmenich \| + 0" \| \| \| 8. \| Guillaume Martin \| Cofidis \| + 0" \| \| \| 9. \| Kevin Vermaerke \| Team DSM-Firmenich \| + 0" \| \| \| 10. \| Kamiel Bonneu \| Team Flanders-Baloise \| + 7" \| \| |                            |                        |            |
| |                            |                        |            |
| Kilde: ProCyclingStats |                            |                        |            |
| Etaperesultat |                            |                        |            |
| Rytter | Rytter                     | Hold                   | Tid        |
| 1. | Stephen Williams           | Israel-Premier Tech    | 4t 02' 58" |
| 2. | Clément Champoussin        | Arkéa-Samsic           | + 0"       |
| 3. | Cristian Scaroni           | Astana Qazaqstan Team  | + 0"       |
| 4. | Tobias Halland Johannessen | Uno-X Pro Cycling Team | + 0"       |
| 5. | Dylan Teuns                | Israel-Premier Tech    | + 0"       |
| 6. | Roger Adrià                | Equipo Kern Pharma     | + 0"       |
| 7. | Matthew Dinham             | Team DSM-Firmenich     | + 0"       |
| 8. | Guillaume Martin           | Cofidis                | + 0"       |
| 9. | Kevin Vermaerke            | Team DSM-Firmenich     | + 0"       |
| 10. | Kamiel Bonneu              | Team Flanders-Baloise  | + 7"       |

| \| Samlede stilling \| Samlede stilling \| Samlede stilling \| Samlede stilling \| Samlede stilling \| \| Rytter \| Rytter \| Hold \| Tid \| \| \| ---------------- \| --------------------------- \| ---------------------- \| ---------------- \| ---------------- \| \| 1. \| Stephen Williams \| Israel-Premier Tech \| 11t 37' 28" \| \| \| 2. \| Cristian Scaroni \| Astana Qazaqstan Team \| + 1" \| \| \| 3. \| Tobias Halland Johannessen \| Uno-X Pro Cycling Team \| + 9" \| \| \| 4. \| Kevin Vermaerke \| Team DSM-Firmenich \| + 11" \| \| \| 5. \| Dylan Teuns \| Israel-Premier Tech \| + 12" \| \| \| 6. \| Matthew Dinham \| Team DSM-Firmenich \| + 12" \| \| \| 7. \| Guillaume Martin \| Cofidis \| + 12" \| \| \| 8. \| Roger Adrià \| Equipo Kern Pharma \| + 12" \| \| \| 9. \| Kamiel Bonneu \| Team Flanders-Baloise \| + 19" \| \| \| 10. \| Cedrik Bakke Christophersen \| Team Coop-Repsol \| + 20" \| \| |                             |                        |             |
| |                             |                        |             |
| Kilde: ProCyclingStats |                             |                        |             |
| Samlede stilling |                             |                        |             |
| Rytter | Rytter                      | Hold                   | Tid         |
| 1. | Stephen Williams            | Israel-Premier Tech    | 11t 37' 28" |
| 2. | Cristian Scaroni            | Astana Qazaqstan Team  | + 1"        |
| 3. | Tobias Halland Johannessen  | Uno-X Pro Cycling Team | + 9"        |
| 4. | Kevin Vermaerke             | Team DSM-Firmenich     | + 11"       |
| 5. | Dylan Teuns                 | Israel-Premier Tech    | + 12"       |
| 6. | Matthew Dinham              | Team DSM-Firmenich     | + 12"       |
| 7. | Guillaume Martin            | Cofidis                | + 12"       |
| 8. | Roger Adrià                 | Equipo Kern Pharma     | + 12"       |
| 9. | Kamiel Bonneu               | Team Flanders-Baloise  | + 19"       |
| 10. | Cedrik Bakke Christophersen | Team Coop-Repsol       | + 20"       |

### 4. etape
| Kvalsund - Nordkapp Kommune | middel bjergetape | (171,4 km) |

| \| Etaperesultat \| Etaperesultat \| Etaperesultat \| Etaperesultat \| Etaperesultat \| \| Rytter \| Rytter \| Hold \| Tid \| \| \| ------------- \| -------------------------- \| ---------------------- \| ------------- \| ------------- \| \| 1. \| Clément Champoussin \| Arkéa-Samsic \| 4t 00' 38" \| \| \| 2. \| Odd Christian Eiking \| EF Education-EasyPost \| + 0" \| \| \| 3. \| Michele Gazzoli \| Astana Qazaqstan Team \| + 0" \| \| \| 4. \| Tobias Halland Johannessen \| Uno-X Pro Cycling Team \| + 0" \| \| \| 5. \| Matthew Dinham \| Team DSM-Firmenich \| + 0" \| \| \| 6. \| Cristian Scaroni \| Astana Qazaqstan Team \| + 0" \| \| \| 7. \| Kamiel Bonneu \| Team Flanders-Baloise \| + 0" \| \| \| 8. \| Dylan Teuns \| Israel-Premier Tech \| + 0" \| \| \| 9. \| Kevin Vermaerke \| Team DSM-Firmenich \| + 0" \| \| \| 10. \| Stephen Williams \| Israel-Premier Tech \| + 0" \| \| |                            |                        |            |
| |                            |                        |            |
| Kilde: ProCyclingStats |                            |                        |            |
| Etaperesultat |                            |                        |            |
| Rytter | Rytter                     | Hold                   | Tid        |
| 1. | Clément Champoussin        | Arkéa-Samsic           | 4t 00' 38" |
| 2. | Odd Christian Eiking       | EF Education-EasyPost  | + 0"       |
| 3. | Michele Gazzoli            | Astana Qazaqstan Team  | + 0"       |
| 4. | Tobias Halland Johannessen | Uno-X Pro Cycling Team | + 0"       |
| 5. | Matthew Dinham             | Team DSM-Firmenich     | + 0"       |
| 6. | Cristian Scaroni           | Astana Qazaqstan Team  | + 0"       |
| 7. | Kamiel Bonneu              | Team Flanders-Baloise  | + 0"       |
| 8. | Dylan Teuns                | Israel-Premier Tech    | + 0"       |
| 9. | Kevin Vermaerke            | Team DSM-Firmenich     | + 0"       |
| 10. | Stephen Williams           | Israel-Premier Tech    | + 0"       |

## Trøjernes fordeling gennem løbet
| Etape    |                   | Vinder _            | Samlede stilling | Pointtrøje          | Bjergtrøje          | Ungdomstrøje               | Mest angrebsivrige  | Holdkonkurrence _     |
| -------- | ----------------- | ------------------- | ---------------- | ------------------- | ------------------- | -------------------------- | ------------------- | --------------------- |
| 1. etape | flad etape        | Alberto Dainese     | Alberto Dainese  | Alberto Dainese     | Vincent Van Hemelen | Alberto Dainese            | Johan Ravnøy        | Arkéa-Samsic          |
| 2. etape | flad etape        | Michele Gazzoli     | Noah Hobbs       | Noah Hobbs          | Vincent Van Hemelen | Noah Hobbs                 | ikke uddelt         | Astana Qazaqstan Team |
| 3. etape | middel bjergetape | Stephen Williams    | Stephen Williams | Cristian Scaroni    | Vincent Van Hemelen | Tobias Halland Johannessen | Vincent Van Hemelen | Israel-Premier Tech   |
| 4. etape | middel bjergetape | Clément Champoussin | Stephen Williams | Clément Champoussin | Vincent Van Hemelen | Kevin Vermaerke            | Walter Calzoni      | Israel-Premier Tech   |
| Samlet   | Samlet            |                     | Stephen Williams | Clément Champoussin | Vincent Van Hemelen | Kevin Vermaerke            | ikke uddelt         | Israel-Premier Tech   |

## Resultater

### Samlede stilling
| \| Samlede stilling \| Samlede stilling \| Samlede stilling \| Samlede stilling \| Samlede stilling \| \| Rytter \| Rytter \| Hold \| Tid \| \| \| ---------------- \| --------------------------- \| ---------------------- \| ---------------- \| ---------------- \| \| 1. \| Stephen Williams \| Israel-Premier Tech \| 15t 38' 06" \| \| \| 2. \| Cristian Scaroni \| Astana Qazaqstan Team \| + 1" \| \| \| 3. \| Kevin Vermaerke \| Team DSM-Firmenich \| + 9" \| \| \| 4. \| Tobias Halland Johannessen \| Uno-X Pro Cycling Team \| + 9" \| \| \| 5. \| Dylan Teuns \| Israel-Premier Tech \| + 11" \| \| \| 6. \| Matthew Dinham \| Team DSM-Firmenich \| + 12" \| \| \| 7. \| Guillaume Martin \| Cofidis \| + 12" \| \| \| 8. \| Roger Adrià \| Equipo Kern Pharma \| + 12" \| \| \| 9. \| Kamiel Bonneu \| Team Flanders-Baloise \| + 19" \| \| \| 10. \| Cedrik Bakke Christophersen \| Team Coop-Repsol \| + 20" \| \| |                             |                        |             |
| |                             |                        |             |
| Kilde: ProCyclingStats |                             |                        |             |
| Samlede stilling |                             |                        |             |
| Rytter | Rytter                      | Hold                   | Tid         |
| 1. | Stephen Williams            | Israel-Premier Tech    | 15t 38' 06" |
| 2. | Cristian Scaroni            | Astana Qazaqstan Team  | + 1"        |
| 3. | Kevin Vermaerke             | Team DSM-Firmenich     | + 9"        |
| 4. | Tobias Halland Johannessen  | Uno-X Pro Cycling Team | + 9"        |
| 5. | Dylan Teuns                 | Israel-Premier Tech    | + 11"       |
| 6. | Matthew Dinham              | Team DSM-Firmenich     | + 12"       |
| 7. | Guillaume Martin            | Cofidis                | + 12"       |
| 8. | Roger Adrià                 | Equipo Kern Pharma     | + 12"       |
| 9. | Kamiel Bonneu               | Team Flanders-Baloise  | + 19"       |
| 10. | Cedrik Bakke Christophersen | Team Coop-Repsol       | + 20"       |

### Pointkonkurrencen
| Pointkonkurrence | Pointkonkurrence           | Pointkonkurrence                 | Pointkonkurrence | Pointkonkurrence |
| Rytter           | Rytter                     | Hold                             | Point            |                  |
| ---------------- | -------------------------- | -------------------------------- | ---------------- | ---------------- |
| 1.               | Clément Champoussin        | Arkéa-Samsic                     | 36 point         |                  |
| 2.               | Cristian Scaroni           | Astana Qazaqstan Team            | 27 point         |                  |
| 3.               | Noah Hobbs                 | Équipe continentale Groupama-FDJ | 26 point         |                  |
| 4.               | Michele Gazzoli            | Astana Qazaqstan Team            | 24 point         |                  |
| 5.               | Tobias Halland Johannessen | Uno-X Pro Cycling Team           | 20 point         |                  |
| 6.               | Stephen Williams           | Israel-Premier Tech              | 18 point         |                  |
| 7.               | Alberto Dainese            | Team DSM-Firmenich               | 15 point         |                  |
| 8.               | Kevin Vermaerke            | Team DSM-Firmenich               | 12 point         |                  |
| 9.               | Dylan Teuns                | Israel-Premier Tech              | 12 point         |                  |
| 10.              | Odd Christian Eiking       | EF Education-EasyPost            | 12 point         |                  |

### Bjergkonkurrencen
| Bjergkonkurrence | Bjergkonkurrence            | Bjergkonkurrence                 | Bjergkonkurrence | Bjergkonkurrence |
| Rytter           | Rytter                      | Hold                             | Point            |                  |
| ---------------- | --------------------------- | -------------------------------- | ---------------- | ---------------- |
| 1.               | Vincent Van Hemelen         | Team Flanders-Baloise            | 26 point         |                  |
| 2.               | Johan Ravnøy                | Team Coop-Repsol                 | 9 point          |                  |
| 3.               | Stephen Williams            | Israel-Premier Tech              | 6 point          |                  |
| 4.               | Walter Calzoni              | Q36.5 Pro Cycling Team           | 6 point          |                  |
| 5.               | Lewis Bower                 | Équipe continentale Groupama-FDJ | 6 point          |                  |
| 6.               | Fergus Browning             | Trinity Racing                   | 6 point          |                  |
| 7.               | Michel Ries                 | Arkéa-Samsic                     | 5 point          |                  |
| 8.               | Cedrik Bakke Christophersen | Team Coop-Repsol                 | 4 point          |                  |
| 9.               | Asbjørn Hellemose           | Lidl-Trek                        | 4 point          |                  |
| 10.              | Clément Champoussin         | Arkéa-Samsic                     | 4 point          |                  |

### Ungdomskonkurrencen
| Ungdomskonkurrence | Ungdomskonkurrence          | Ungdomskonkurrence     | Ungdomskonkurrence | Ungdomskonkurrence |
| Rytter             | Rytter                      | Hold                   | Tid                |                    |
| ------------------ | --------------------------- | ---------------------- | ------------------ | ------------------ |
| 1.                 | Kevin Vermaerke             | Team DSM-Firmenich     | 15t 38' 15"        |                    |
| 2.                 | Tobias Halland Johannessen  | Uno-X Pro Cycling Team | + 0"               |                    |
| 3.                 | Matthew Dinham              | Team DSM-Firmenich     | + 3"               |                    |
| 4.                 | Roger Adrià                 | Equipo Kern Pharma     | + 3"               |                    |
| 5.                 | Kamiel Bonneu               | Team Flanders-Baloise  | + 10"              |                    |
| 6.                 | Cedrik Bakke Christophersen | Team Coop-Repsol       | + 11"              |                    |
| 7.                 | Liam Johnston               | Trinity Racing         | + 14"              |                    |
| 8.                 | Asbjørn Hellemose           | Lidl-Trek              | + 18"              |                    |
| 9.                 | Louis Barré                 | Arkéa-Samsic           | + 19"              |                    |
| 10.                | Elias Maris                 | Team Flanders-Baloise  | + 22"              |                    |

### Holdkonkurrencen
| Holdkonkurrence | Holdkonkurrence        | Holdkonkurrence | Holdkonkurrence |
| Hold            | Hold                   | Tid             |                 |
| --------------- | ---------------------- | --------------- | --------------- |
| 1.              | Israel-Premier Tech    | 46t 55' 54"     |                 |
| 2.              | Cofidis                | + 1' 02"        |                 |
| 3.              | Equipo Kern Pharma     | + 1' 14"        |                 |
| 4.              | Uno-X Pro Cycling Team | + 1' 45"        |                 |
| 5.              | Q36.5 Pro Cycling Team | + 1' 50"        |                 |
| 6.              | Team Flanders-Baloise  | + 2' 29"        |                 |
| 7.              | Burgos-BH              | + 3' 53"        |                 |
| 8.              | Team DSM-Firmenich     | + 4' 02"        |                 |
| 9.              | Team Coop-Repsol       | + 8' 05"        |                 |
| 10.             | Bingoal WB             | + 9' 05"        |                 |

## Hold og ryttere
| UCI WorldTeams (6)- Astana Qazaqstan Team - Cofidis - Lidl-Trek - Arkéa-Samsic - Team DSM-Firmenich - Team Jayco AlUla UCI ProTeams (8)- Bingoal WB - Burgos-BH - Equipo Kern Pharma - Human Powered Health - Israel-Premier Tech - Q36.5 Pro Cycling Team - Team Flanders-Baloise - Uno-X Pro Cycling Team UCI Kontinentalhold (3)- Equipe continentale Groupama-FDJ - Team Coop-Repsol - Trinity Racing Landshold- Norge |
| |

### Danske ryttere
| Danske ryttere på startlisten |                   |                        |           |
| Rygnummer                     | Rytter            | Hold                   | Placering |
| 33                            | Asbjørn Hellemose | Lidl-Trek              | 13        |
| 96                            | Jonas Gregaard    | Uno-X Pro Cycling Team | 18        |

* DNF = gennemførte ikke

### Startliste
| Team DSM-Firmenich DSM | Team DSM-Firmenich DSM        | Team DSM-Firmenich DSM |
| ---------------------- | ----------------------------- | ---------------------- |
| Nr.                    | Rytter                        | Placering              |
| 1                      | Andreas Leknessund (NOR)      | DNS-1                  |
| 2                      | Romain Combaud (FRA)          | 36.                    |
| 3                      | Alberto Dainese (ITA)         | 75.                    |
| 4                      | Matthew Dinham (AUS)          | 6.                     |
| 5                      | Jonas Iversby Hvideberg (NOR) | 60.                    |
| 6                      | Kevin Vermaerke (USA)         | 3.                     |

| Israel-Premier Tech IPT | Israel-Premier Tech IPT | Israel-Premier Tech IPT |
| ----------------------- | ----------------------- | ----------------------- |
| Nr.                     | Rytter                  | Placering               |
| 11                      | Dylan Teuns (BEL)       | 5.                      |
| 12                      | Marco Frigo (ITA)       | 21.                     |
| 13                      | Reto Hollenstein (SUI)  | 40.                     |
| 14                      | Daryl Impey (RSA)       | 43.                     |
| 15                      | Guy Sagiv (ISR)         | 100.                    |
| 16                      | Stephen Williams (GBR)  | 1.                      |

| Cofidis COF | Cofidis COF               | Cofidis COF |
| ----------- | ------------------------- | ----------- |
| Nr.         | Rytter                    | Placering   |
| 21          | Guillaume Martin (FRA)    | 7.          |
| 22          | Thomas Champion (FRA)     | 77.         |
| 23          | Simon Geschke (GER)       | 24.         |
| 24          | Jonathan Lastra (ESP)     | 12.         |
| 25          | Pierre-Luc Périchon (FRA) | 63.         |
| 26          | Hugo Toumire (FRA)        | 65.         |

| Lidl-Trek LTK | Lidl-Trek LTK           | Lidl-Trek LTK |
| ------------- | ----------------------- | ------------- |
| Nr.           | Rytter                  | Placering     |
| 31            | Filippo Baroncini (ITA) | 31.           |
| 32            | Marc Brustenga (ESP)    | 93.           |
| 33            | Asbjørn Hellemose (DEN) | 13.           |
| 34            | Antwan Tolhoek (NED)    | 97.           |
| 35            | Otto Vergaerde (BEL)    | 68.           |

| Norge NOR | Norge NOR            | Norge NOR |
| --------- | -------------------- | --------- |
| Nr.       | Rytter               | Placering |
| 41        | Odd Christian Eiking | 35.       |
| 42        | Ludvik Holstad       | 86.       |
| 43        | Peder Antoni Gravås  | 64.       |
| 44        | Iver Knotten         | 54.       |
| 45        | Torbjørn Røed        | 59.       |
| 46        | Ulrik Tvedt          | 94.       |

| Human Powered Health HPM | Human Powered Health HPM    | Human Powered Health HPM |
| ------------------------ | --------------------------- | ------------------------ |
| Nr.                      | Rytter                      | Placering                |
| 51                       | August Jensen (NOR)         | 37.                      |
| 52                       | Kristian Aasvold (NOR)      | 29.                      |
| 53                       | Paul Double (GBR)           | 76.                      |
| 54                       | Colin Joyce (USA)           | 73.                      |
| 55                       | Benjamin Perry (CAN)        | 87.                      |
| 56                       | Sebastian Schönberger (AUT) | 33.                      |

| Arkéa-Samsic ARK | Arkéa-Samsic ARK          | Arkéa-Samsic ARK |
| ---------------- | ------------------------- | ---------------- |
| Nr.              | Rytter                    | Placering        |
| 61               | Clément Champoussin (FRA) | 42.              |
| 62               | Louis Barré (FRA)         | 14.              |
| 63               | Kévin Ledanois (FRA)      | 50.              |
| 64               | Michel Ries (LUX)         | 82.              |
| 65               | Martin Tjøtta (NOR)       | 84.              |
| 66               | Alessandro Verre (ITA)    | 104.             |

| Q36.5 Pro Cycling Team Q36 | Q36.5 Pro Cycling Team Q36 | Q36.5 Pro Cycling Team Q36 |
| -------------------------- | -------------------------- | -------------------------- |
| Nr.                        | Rytter                     | Placering                  |
| 71                         | Carl Fredrik Hagen (NOR)   | 17.                        |
| 72                         | Walter Calzoni (ITA)       | 52.                        |
| 73                         | Marcel Camprubí (ESP)      | 62.                        |
| 74                         | Alessandro Fedeli (ITA)    | 44.                        |
| 75                         | Kamil Małecki (POL)        | 46.                        |
| 76                         | Cyrus Monk (AUS)           | 45.                        |

| Uno-X Pro Cycling Team UXT | Uno-X Pro Cycling Team UXT        | Uno-X Pro Cycling Team UXT |
| -------------------------- | --------------------------------- | -------------------------- |
| Nr.                        | Rytter                            | Placering                  |
| 81                         | Tobias Halland Johannessen (NOR)  | 4.                         |
| 82                         | Martin Bugge Urianstad (NOR)      | 32.                        |
| 83                         | Fredrik Dversnes (NOR) (landevej) | 27.                        |
| 84                         | Ådne Holter (NOR)                 | 90.                        |
| 85                         | Truls Nordhagen (NOR)             | 102.                       |
| 86                         | Jonas Gregaard (DEN)              | 18.                        |

| Astana Qazaqstan Team AST | Astana Qazaqstan Team AST | Astana Qazaqstan Team AST |
| ------------------------- | ------------------------- | ------------------------- |
| Nr.                       | Rytter                    | Placering                 |
| 91                        | Cristian Scaroni (ITA)    | 2.                        |
| 92                        | Igor Tjzhan (KAZ)         | 95.                       |
| 93                        | Gianmarco Garofoli (ITA)  | 71.                       |
| 94                        | Michele Gazzoli (ITA)     | 39.                       |
| 95                        | Artjom Zakharov (KAZ)     | DNS-4                     |
| 96                        | Andrej Zejts (KAZ)        | 89.                       |

| Team Jayco AlUla JAY | Team Jayco AlUla JAY        | Team Jayco AlUla JAY |
| -------------------- | --------------------------- | -------------------- |
| Nr.                  | Rytter                      | Placering            |
| 101                  | Amund Grøndahl Jansen (NOR) | 70.                  |
| 102                  | Alexandre Balmer (SUI)      | 16.                  |
| 103                  | Kevin Colleoni (ITA)        | 55.                  |
| 104                  | Hamish McKenzie (AUS)       | 56.                  |
| 105                  | Blake Quick (AUS)           | 74.                  |
| 106                  | Zdeněk Štybar (CZE)         | 38.                  |

| Equipo Kern Pharma EKP | Equipo Kern Pharma EKP | Equipo Kern Pharma EKP |
| ---------------------- | ---------------------- | ---------------------- |
| Nr.                    | Rytter                 | Placering              |
| 111                    | Roger Adrià (ESP)      | 8.                     |
| 112                    | Igor Arrieta (ESP)     | 19.                    |
| 113                    | Pablo Carrascosa (ESP) | 103.                   |
| 114                    | Francisco Galván (ESP) | 78.                    |
| 115                    | Álex Jaime (ESP)       | 81.                    |
| 116                    | Pau Miquel (ESP)       | 25.                    |

| Team Flanders-Baloise TFB | Team Flanders-Baloise TFB | Team Flanders-Baloise TFB |
| ------------------------- | ------------------------- | ------------------------- |
| Nr.                       | Rytter                    | Placering                 |
| 121                       | Kamiel Bonneu (BEL)       | 9.                        |
| 122                       | Milan Fretin (BEL)        | 58.                       |
| 123                       | Elias Maris (BEL)         | 15.                       |
| 124                       | Noah Vandenbranden (BEL)  | 83.                       |
| 125                       | Vincent Van Hemelen (BEL) | 28.                       |
| 126                       | Aaron Verwilst (BEL)      | 41.                       |

| Bingoal WB BWB | Bingoal WB BWB        | Bingoal WB BWB |
| -------------- | --------------------- | -------------- |
| Nr.            | Rytter                | Placering      |
| 131            | Floris De Tier (BEL)  | 47.            |
| 132            | Alexis Guérin (FRA)   | 91.            |
| 133            | Louka Matthys (BEL)   | 51.            |
| 134            | Johan Meens (BEL)     | 20.            |
| 135            | Lennert Teugels (BEL) | 30.            |
| 136            | Marco Tizza (ITA)     | 85.            |

| Burgos-BH BBH | Burgos-BH BBH          | Burgos-BH BBH |
| ------------- | ---------------------- | ------------- |
| Nr.           | Rytter                 | Placering     |
| 141           | Daniel Navarro (ESP)   | 48.           |
| 142           | Rodrigo Álvarez (ESP)  | 99.           |
| 143           | Antonio Angulo (ESP)   | 98.           |
| 144           | Cyril Barthe (FRA)     | 34.           |
| 145           | Eric Fagúndez (URU)    | 26.           |
| 146           | Alejandro Franco (ESP) | DNF-4         |

| Team Coop-Repsol TCR | Team Coop-Repsol TCR              | Team Coop-Repsol TCR |
| -------------------- | --------------------------------- | -------------------- |
| Nr.                  | Rytter                            | Placering            |
| 151                  | Cedrik Bakke Christophersen (NOR) | 10.                  |
| 152                  | André Drege (NOR)                 | 22.                  |
| 153                  | Karsten Larsen Feldmann (NOR)     | 79.                  |
| 154                  | Johan Ravnøy (NOR)                | 92.                  |
| 155                  | Anton Stensby (NOR)               | 72.                  |
| 156                  | Magnus Wæhre (NOR)                | 69.                  |

| Trinity Racing TRI | Trinity Racing TRI        | Trinity Racing TRI |
| ------------------ | ------------------------- | ------------------ |
| Nr.                | Rytter                    | Placering          |
| 161                | Liam Johnston (AUS)       | 11.                |
| 162                | Fergus Browning (AUS)     | 53.                |
| 163                | Camilo Andres Gomez (COL) | 57.                |
| 164                | Tobias Risan Nakken (NOR) | 96.                |
| 165                | Hugo Rodriguez (COL)      | 101.               |
| 166                | William Smith (GBR)       | 80.                |

| Équipe continentale Groupama-FDJ CGF | Équipe continentale Groupama-FDJ CGF | Équipe continentale Groupama-FDJ CGF |
| ------------------------------------ | ------------------------------------ | ------------------------------------ |
| Nr.                                  | Rytter                               | Placering                            |
| 171                                  | Trym Brennsæter (NOR)                | 49.                                  |
| 172                                  | Ronan Augé (FRA)                     | 88.                                  |
| 173                                  | Lewis Bower (NZL)                    | 61.                                  |
| 174                                  | Thibaud Gruel (FRA)                  | 23.                                  |
| 175                                  | Noah Hobbs (GBR)                     | 67.                                  |
| 176                                  | Brieuc Rolland (FRA)                 | 66.                                  |

| Team DSM-Firmenich DSM | Team DSM-Firmenich DSM        | Team DSM-Firmenich DSM |
| ---------------------- | ----------------------------- | ---------------------- |
| Nr.                    | Rytter                        | Placering              |
| 1                      | Andreas Leknessund (NOR)      | DNS-1                  |
| 2                      | Romain Combaud (FRA)          | 36.                    |
| 3                      | Alberto Dainese (ITA)         | 75.                    |
| 4                      | Matthew Dinham (AUS)          | 6.                     |
| 5                      | Jonas Iversby Hvideberg (NOR) | 60.                    |
| 6                      | Kevin Vermaerke (USA)         | 3.                     |

| Israel-Premier Tech IPT | Israel-Premier Tech IPT | Israel-Premier Tech IPT |
| ----------------------- | ----------------------- | ----------------------- |
| Nr.                     | Rytter                  | Placering               |
| 11                      | Dylan Teuns (BEL)       | 5.                      |
| 12                      | Marco Frigo (ITA)       | 21.                     |
| 13                      | Reto Hollenstein (SUI)  | 40.                     |
| 14                      | Daryl Impey (RSA)       | 43.                     |
| 15                      | Guy Sagiv (ISR)         | 100.                    |
| 16                      | Stephen Williams (GBR)  | 1.                      |

| Cofidis COF | Cofidis COF               | Cofidis COF |
| ----------- | ------------------------- | ----------- |
| Nr.         | Rytter                    | Placering   |
| 21          | Guillaume Martin (FRA)    | 7.          |
| 22          | Thomas Champion (FRA)     | 77.         |
| 23          | Simon Geschke (GER)       | 24.         |
| 24          | Jonathan Lastra (ESP)     | 12.         |
| 25          | Pierre-Luc Périchon (FRA) | 63.         |
| 26          | Hugo Toumire (FRA)        | 65.         |

| Lidl-Trek LTK | Lidl-Trek LTK           | Lidl-Trek LTK |
| ------------- | ----------------------- | ------------- |
| Nr.           | Rytter                  | Placering     |
| 31            | Filippo Baroncini (ITA) | 31.           |
| 32            | Marc Brustenga (ESP)    | 93.           |
| 33            | Asbjørn Hellemose (DEN) | 13.           |
| 34            | Antwan Tolhoek (NED)    | 97.           |
| 35            | Otto Vergaerde (BEL)    | 68.           |

| Norge NOR | Norge NOR            | Norge NOR |
| --------- | -------------------- | --------- |
| Nr.       | Rytter               | Placering |
| 41        | Odd Christian Eiking | 35.       |
| 42        | Ludvik Holstad       | 86.       |
| 43        | Peder Antoni Gravås  | 64.       |
| 44        | Iver Knotten         | 54.       |
| 45        | Torbjørn Røed        | 59.       |
| 46        | Ulrik Tvedt          | 94.       |

| Human Powered Health HPM | Human Powered Health HPM    | Human Powered Health HPM |
| ------------------------ | --------------------------- | ------------------------ |
| Nr.                      | Rytter                      | Placering                |
| 51                       | August Jensen (NOR)         | 37.                      |
| 52                       | Kristian Aasvold (NOR)      | 29.                      |
| 53                       | Paul Double (GBR)           | 76.                      |
| 54                       | Colin Joyce (USA)           | 73.                      |
| 55                       | Benjamin Perry (CAN)        | 87.                      |
| 56                       | Sebastian Schönberger (AUT) | 33.                      |

| Arkéa-Samsic ARK | Arkéa-Samsic ARK          | Arkéa-Samsic ARK |
| ---------------- | ------------------------- | ---------------- |
| Nr.              | Rytter                    | Placering        |
| 61               | Clément Champoussin (FRA) | 42.              |
| 62               | Louis Barré (FRA)         | 14.              |
| 63               | Kévin Ledanois (FRA)      | 50.              |
| 64               | Michel Ries (LUX)         | 82.              |
| 65               | Martin Tjøtta (NOR)       | 84.              |
| 66               | Alessandro Verre (ITA)    | 104.             |

| Q36.5 Pro Cycling Team Q36 | Q36.5 Pro Cycling Team Q36 | Q36.5 Pro Cycling Team Q36 |
| -------------------------- | -------------------------- | -------------------------- |
| Nr.                        | Rytter                     | Placering                  |
| 71                         | Carl Fredrik Hagen (NOR)   | 17.                        |
| 72                         | Walter Calzoni (ITA)       | 52.                        |
| 73                         | Marcel Camprubí (ESP)      | 62.                        |
| 74                         | Alessandro Fedeli (ITA)    | 44.                        |
| 75                         | Kamil Małecki (POL)        | 46.                        |
| 76                         | Cyrus Monk (AUS)           | 45.                        |

| Uno-X Pro Cycling Team UXT | Uno-X Pro Cycling Team UXT        | Uno-X Pro Cycling Team UXT |
| -------------------------- | --------------------------------- | -------------------------- |
| Nr.                        | Rytter                            | Placering                  |
| 81                         | Tobias Halland Johannessen (NOR)  | 4.                         |
| 82                         | Martin Bugge Urianstad (NOR)      | 32.                        |
| 83                         | Fredrik Dversnes (NOR) (landevej) | 27.                        |
| 84                         | Ådne Holter (NOR)                 | 90.                        |
| 85                         | Truls Nordhagen (NOR)             | 102.                       |
| 86                         | Jonas Gregaard (DEN)              | 18.                        |

| Astana Qazaqstan Team AST | Astana Qazaqstan Team AST | Astana Qazaqstan Team AST |
| ------------------------- | ------------------------- | ------------------------- |
| Nr.                       | Rytter                    | Placering                 |
| 91                        | Cristian Scaroni (ITA)    | 2.                        |
| 92                        | Igor Tjzhan (KAZ)         | 95.                       |
| 93                        | Gianmarco Garofoli (ITA)  | 71.                       |
| 94                        | Michele Gazzoli (ITA)     | 39.                       |
| 95                        | Artjom Zakharov (KAZ)     | DNS-4                     |
| 96                        | Andrej Zejts (KAZ)        | 89.                       |

| Team Jayco AlUla JAY | Team Jayco AlUla JAY        | Team Jayco AlUla JAY |
| -------------------- | --------------------------- | -------------------- |
| Nr.                  | Rytter                      | Placering            |
| 101                  | Amund Grøndahl Jansen (NOR) | 70.                  |
| 102                  | Alexandre Balmer (SUI)      | 16.                  |
| 103                  | Kevin Colleoni (ITA)        | 55.                  |
| 104                  | Hamish McKenzie (AUS)       | 56.                  |
| 105                  | Blake Quick (AUS)           | 74.                  |
| 106                  | Zdeněk Štybar (CZE)         | 38.                  |

| Equipo Kern Pharma EKP | Equipo Kern Pharma EKP | Equipo Kern Pharma EKP |
| ---------------------- | ---------------------- | ---------------------- |
| Nr.                    | Rytter                 | Placering              |
| 111                    | Roger Adrià (ESP)      | 8.                     |
| 112                    | Igor Arrieta (ESP)     | 19.                    |
| 113                    | Pablo Carrascosa (ESP) | 103.                   |
| 114                    | Francisco Galván (ESP) | 78.                    |
| 115                    | Álex Jaime (ESP)       | 81.                    |
| 116                    | Pau Miquel (ESP)       | 25.                    |

| Team Flanders-Baloise TFB | Team Flanders-Baloise TFB | Team Flanders-Baloise TFB |
| ------------------------- | ------------------------- | ------------------------- |
| Nr.                       | Rytter                    | Placering                 |
| 121                       | Kamiel Bonneu (BEL)       | 9.                        |
| 122                       | Milan Fretin (BEL)        | 58.                       |
| 123                       | Elias Maris (BEL)         | 15.                       |
| 124                       | Noah Vandenbranden (BEL)  | 83.                       |
| 125                       | Vincent Van Hemelen (BEL) | 28.                       |
| 126                       | Aaron Verwilst (BEL)      | 41.                       |

| Bingoal WB BWB | Bingoal WB BWB        | Bingoal WB BWB |
| -------------- | --------------------- | -------------- |
| Nr.            | Rytter                | Placering      |
| 131            | Floris De Tier (BEL)  | 47.            |
| 132            | Alexis Guérin (FRA)   | 91.            |
| 133            | Louka Matthys (BEL)   | 51.            |
| 134            | Johan Meens (BEL)     | 20.            |
| 135            | Lennert Teugels (BEL) | 30.            |
| 136            | Marco Tizza (ITA)     | 85.            |

| Burgos-BH BBH | Burgos-BH BBH          | Burgos-BH BBH |
| ------------- | ---------------------- | ------------- |
| Nr.           | Rytter                 | Placering     |
| 141           | Daniel Navarro (ESP)   | 48.           |
| 142           | Rodrigo Álvarez (ESP)  | 99.           |
| 143           | Antonio Angulo (ESP)   | 98.           |
| 144           | Cyril Barthe (FRA)     | 34.           |
| 145           | Eric Fagúndez (URU)    | 26.           |
| 146           | Alejandro Franco (ESP) | DNF-4         |

| Team Coop-Repsol TCR | Team Coop-Repsol TCR              | Team Coop-Repsol TCR |
| -------------------- | --------------------------------- | -------------------- |
| Nr.                  | Rytter                            | Placering            |
| 151                  | Cedrik Bakke Christophersen (NOR) | 10.                  |
| 152                  | André Drege (NOR)                 | 22.                  |
| 153                  | Karsten Larsen Feldmann (NOR)     | 79.                  |
| 154                  | Johan Ravnøy (NOR)                | 92.                  |
| 155                  | Anton Stensby (NOR)               | 72.                  |
| 156                  | Magnus Wæhre (NOR)                | 69.                  |

| Trinity Racing TRI | Trinity Racing TRI        | Trinity Racing TRI |
| ------------------ | ------------------------- | ------------------ |
| Nr.                | Rytter                    | Placering          |
| 161                | Liam Johnston (AUS)       | 11.                |
| 162                | Fergus Browning (AUS)     | 53.                |
| 163                | Camilo Andres Gomez (COL) | 57.                |
| 164                | Tobias Risan Nakken (NOR) | 96.                |
| 165                | Hugo Rodriguez (COL)      | 101.               |
| 166                | William Smith (GBR)       | 80.                |

| Équipe continentale Groupama-FDJ CGF | Équipe continentale Groupama-FDJ CGF | Équipe continentale Groupama-FDJ CGF |
| ------------------------------------ | ------------------------------------ | ------------------------------------ |
| Nr.                                  | Rytter                               | Placering                            |
| 171                                  | Trym Brennsæter (NOR)                | 49.                                  |
| 172                                  | Ronan Augé (FRA)                     | 88.                                  |
| 173                                  | Lewis Bower (NZL)                    | 61.                                  |
| 174                                  | Thibaud Gruel (FRA)                  | 23.                                  |
| 175                                  | Noah Hobbs (GBR)                     | 67.                                  |
| 176                                  | Brieuc Rolland (FRA)                 | 66.                                  |